# Sebastian Strzałkowski
Sebastian Strzałkowski (ur. 2 stycznia 1925 w Stelmachowie, w woj. wileńskim, zm. 8 listopada 2005 w Kościerzynie) – generał dywizji Wojska Polskiego, komendant Wyższej Oficerskiej Szkoły Samochodowej im. gen. Aleksandra Waszkiewicza (1969–1974), szef Służb Technicznych – zastępca dowódcy Pomorskiego Okręgu Wojskowego (1974–1977), zastępca Głównego Kwatermistrza Wojska Polskiego (1977–1986).

## Życiorys
Był synem porucznika rezerwy WP Józefa (1889-1940), przed wojną urzędnika Urzędu Skarbowego i posiadacza 49-hektarowego gospodarstwa rolnego, zmobilizowanego w 1939 roku w Wilnie, który zamordowany został w Katyniu oraz Janiny z domu Symon (1896-1944). Do wybuchu II wojny światowej ukończył 2 klasy Gimnazjum Ogólnokształcącego.  W 1940 razem z matką został deportowany do Kazachstanu, gdzie pracował w bazie naftowej, następnie jako robotnik w sowchozie i traktorzysta w kołchozie. W maju 1943 wstąpił do 1 Dywizji Piechoty im. Tadeusza Kościuszki i przydzielony został do 2 pułku piechoty, na stanowisko zwiadowcy. Walczył w bitwie pod Lenino. Następnie ukończył Oficerską Szkołę Piechoty im. Tadeusza Kościuszki w Riazaniu i dowodził plutonem na szlaku bojowym 1 Armii Wojska Polskiego.
Po wojnie służył w Wojskach Ochrony Pogranicza na stanowisku komendanta strażnicy, a następnie dowódcy kompanii szkoły podoficerskiej. W 1947 ukończył Gimnazjum dla Dorosłych. W następstwie tendencyjnej opinii, w której napisano, że "nie nadaje się do służby w WOP. Jest obcy klasowo i kontaktował się z wrogim elementem", został w 1950 przeniesiony do Marynarki Wojennej. Również w MW był oceniany jako "niepewny politycznie, nie wykazujący czujności klasowej i nienawiści do wrogów PRL". W 1956 został dowódcą 69 Batalionu Samochodowego podległego Zarządowi Tyłów Marynarki Wojennej. W 1958 uzupełnił wykształcenie ogólne składając egzaminy maturalne w Gimnazjum Ogólnokształcącym dla Pracujących w Gdyni. W sierpniu 1959 został skierowany na studia na Fakultecie Wojsk Pancernych, Samochodowych i Inżynieryjnych Wojskowej Akademii Technicznej w Warszawie, kończąc je w 1964 z wynikiem dobrym i dyplomem magistra inżyniera mechanika w specjalności samochody i ciągniki. Po powrocie do Marynarki Wojennej został starszym wykładowcą zespołu okrętowych urządzeń elektrotechnicznych Katedry Elektrotechniki Okrętowej na Wydziale Technicznym Wyższej Szkoły Marynarki Wojennej w Gdyni. W lutym 1965 wyznaczono go na szefa Komunikacji Wojskowej w Kwatermistrzostwie Marynarki Wojennej, gdzie w lipcu 1966 otrzymał awans na komandora w grupie oficerów Marynarki Wojennej specjalności transport morski. Wcześniej, z dniem 21 września 1964 zaliczony został do korpusu oficerów Marynarki Wojennej grupy technicznej. W lipcu 1968 objął funkcję szefa Służby Komunikacji Wojskowej w Służbach Technicznych i Zaopatrzenia Dowództwa Marynarki Wojennej.  
W latach 1969–1974 pełnił obowiązki komendanta Wyższej Oficerskiej Szkoły Samochodowej im. gen. Aleksandra Waszkiewicza w Pile. W 1969 został zaliczony do korpusu oficerów samochodowych grupy technicznej. W 1971, w systemie zaocznym, ukończył studia w Wyższej Szkole Marynarki Wojennej na Wydziale Dowódczym w specjalności bojowa eksploatacja okrętu z wynikiem bardzo dobrym, uzyskując tytul inżyniera nawigatora. Również w 1971 odbył kurs przeszkolenia kierowniczej kadry szczebla taktyczno-operacyjnego w Akademii Sztabu Generalnego WP. 12 października 1972 awansowany uchwałą Rady Państwa na generała brygady. Nominację wręczył mu 11 października 1972 w Belwederze przewodniczący Rady Państwa PRL prof. Henryk Jabłoński.  W 1973 ukończył kurs przeszkolenia komendantów Wyższych Szkół Oficerskich. W latach 1974–1977 wypełniał obowiązki na stanowisku szefa Służb Technicznych – zastępcy dowódcy Pomorskiego Okręgu Wojskowego. Od 1977 do 1986 był szefem Służby Zakwaterowania i Budownictwa – zastępcą Głównego Kwatermistrza WP. W 1978 awansował na generała dywizji. Nominację wręczył mu 11 października 1978 w Belwederze przewodniczący Rady Państwa PRL prof. Henryk Jabłoński. W 1987, z powodu uznania przez Wojskową Komisję Lekarską trwałej niezdolności do zawodowej służby wojskowej przeniesiony w stan spoczynku. 3 czerwca 1987 pożegnany przez ministra obrony narodowej gen. armii Floriana Siwickiego w związku z zakończeniem zawodowej służby wojskowej. 
W okresie stanu wojennego w Polsce (1981-1983) był pełnomocnikiem Komitetu Obrony Kraju - komisarzem wojskowym w Ministerstwie Budownictwa i Przemysłu Materiałów Budowlanych.
Przyczynił się do budowy i modernizacji zaplecza technicznego wojska, lotnisk, nowych jednostek obrony przeciwlotniczej, dowodzenia i łączności oraz wielu szpitali wojskowych, sanatoriów, jak również rewaloryzacji zabytków wojskowych. W 1976 wyróżniony za udział w ćwiczeniach dowódczo-sztabowych, gdzie występował jako zastępca dowódcy armii - szef służb technicznych.
9 maja 1985 wchodził w skład polskiego zgrupowania kombatantów i żołnierzy, które brało udział w paradzie z okazji 40-lecia Zwycięstwa na Placu Czerwonym w Moskwie. W latach 1988–1990 był członkiem Rady Ochrony Pamięci Walk i Męczeństwa, a w latach 1979 i 1985 był wybierany w skład Rady Naczelnej ZBoWiD. W lutym 1989 wszedł w skład działającej przy Radzie Ochrony Pamięci Walk i Męczeństwa Komisji do spraw Upamiętnienia Ofiar Represji Okresu Stalinowskiego.
Pochowany na cmentarzu Witomińskim (kwatera 63-75-13).
W 2006 ukazała się biografia "Generał dywizji Sebastian Strzałkowski: wspomienia podwładnego", której autorem jest Marian Kurzyp. 

## Życie prywatne

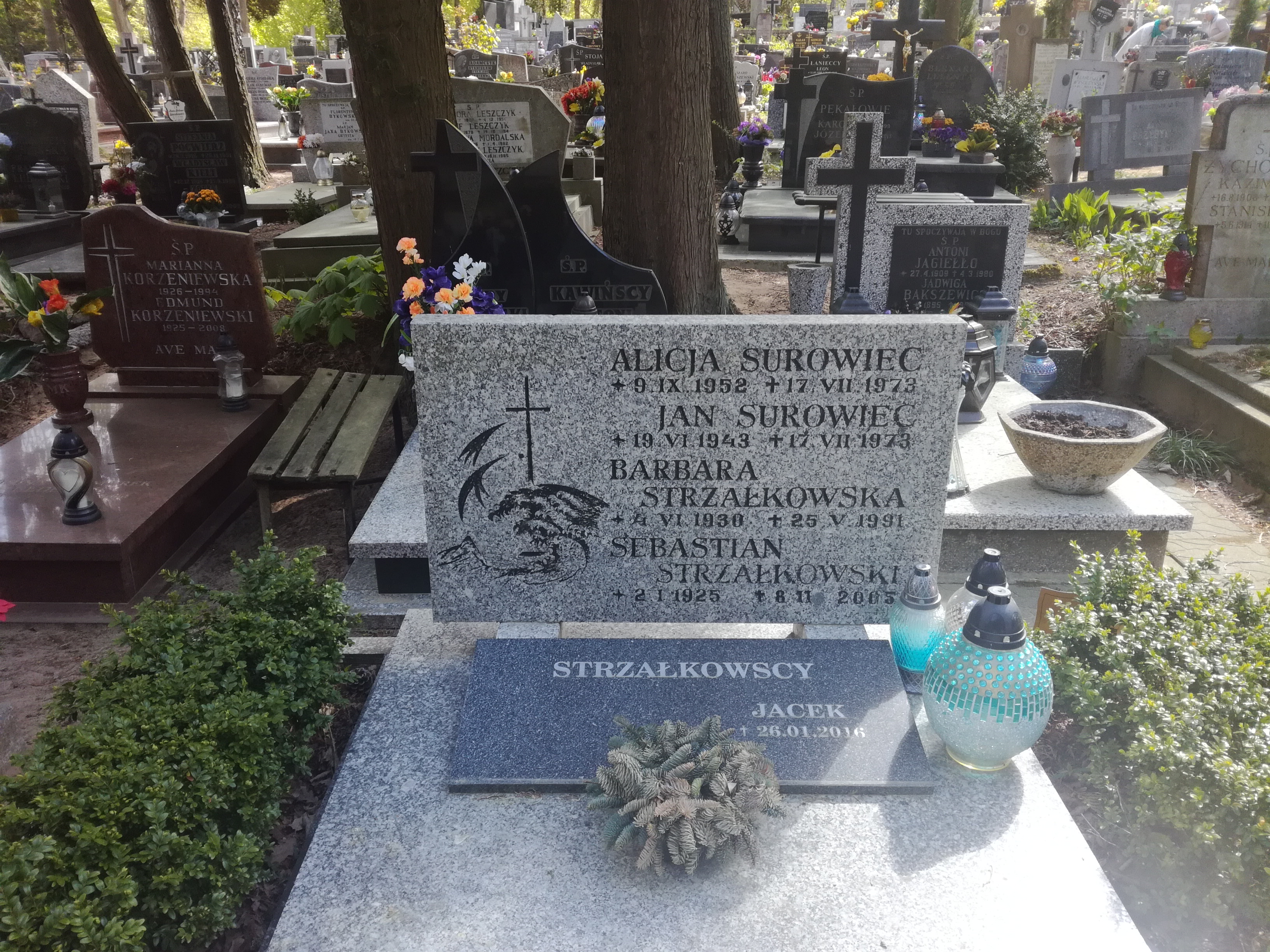
Grób generała dywizji Sebastiana Strzałkowskiego i jego żony Barbary na cmentarzu Witomińskim

Mieszkał w Warszawie, następnie w Czarnym Piecu, a następnie w Jaromierzu. Od 1950 żonaty z Barbarą z domu Balcerek (1930-1991). Miał córkę i trzech synów.

## Ordery i odznaczenia[6]
- Krzyż Komandorski Orderu Odrodzenia Polski (1976)
- Krzyż Oficerski Orderu Odrodzenia Polski (1964)
- Order Sztandaru Pracy II klasy (1983)
- Złoty Krzyż Zasługi (1958)
- Srebrny Krzyż Zasługi (1948)
- Srebrny Medal „Zasłużonym na Polu Chwały”
- Brązowy Medal „Zasłużonym na Polu Chwały”
- Medal „Za udział w walkach w obronie władzy ludowej” (1984)
- Medal 10-lecia Polski Ludowej
- Medal 30-lecia Polski Ludowej
- Medal 40-lecia Polski Ludowej
- Medal za Warszawę 1939–1945
- Medal za Odrę, Nysę, Bałtyk (1946)
- Medal Zwycięstwa i Wolności 1945
- Złoty Medal „Siły Zbrojne w Służbie Ojczyzny” (1958)
- Srebrny Medal „Siły Zbrojne w Służbie Ojczyzny”
- Brązowy Medal „Siły Zbrojne w Służbie Ojczyzny”
- Złoty Medal „Za zasługi dla obronności kraju” (1976)
- Srebrny Medal „Za Zasługi dla Obronności Kraju”
- Brązowy Medal „Za Zasługi dla Obronności Kraju”
- Srebrny Medal „Za Zasługi dla Ligi Obrony Kraju” (1982)
- Medal „Za Zasługi dla Pomorskiego Okręgu Wojskowego" (1975)
- Order Wojny Ojczyźnianej II stopnia (ZSRR, 1968)
- Medal „Za zdobycie Berlina” (ZSRR, 1946)
- Medal „Za wyzwolenie Warszawy” (ZSRR, 1946)
- Medal „Za zwycięstwo nad Niemcami w Wielkiej Wojnie Ojczyźnianej 1941–1945” (ZSRR, 1946)
- Medal jubileuszowy „Czterdziestolecia zwycięstwa w Wielkiej Wojnie Ojczyźnianej 1941–1945” (ZSRR, 1985)
- Medal jubileuszowy „60 lat Sił Zbrojnych ZSRR” (ZSRR, 1978)